# Pro-ana
Pro-ana je način života koji podržava anoreksiju, poremećaj u ishrani, tvrdeći da je to stvar slobodnog izbora, a glavna karakteristika je odbijanje hrane. Pro-ana je skraćenica od “ponosna sam što sam anoreksična”. Pro-ana sledbenice često personalizuju anoreksiju, pa joj tepaju Ana, i govore da je ona njihova jedina prava prijateljica. Za bulimiju, daje se naziv Mija, a za pokret analogno pro-mija.

## Nastanak
Pro-ana je pokret nastao na internetu. Sastoji se od stranica, čet soba i foruma, na kojima se podržava anoreksija, bulimija i drugi poremećaji u ishrani. Tu osobe obolele od poremećaja ishrane “pomažu” jedne drugima da izbegnu lečenje, oporavak i rehabilitaciju.
Smatra se da je pokret nastao 1998. s pojavom stranice “Anorexic Nation”, što u prevodu znači ”Anoreksična nacija”. Oko ovih stranica se podigla prašina 2001. kada je od Jahua traženo da sa svojih besplatnih servera pomeri pro-ana stranice, što je Jahuu i učinio jula 2001.  Danas je teško pristupiti pro-ana društvu bez provere, dokazivanja identiteta i preporuke. Zajednice i sestrinstva uglavnom okupljaju ženske članove, iako ima i muškaraca, ali u malom broju.

## Filozofija
Poklonice pro-ana pokreta tvrde da proaktivna anoreksija nije poremećaj, već stvar izbora. One kažu da pro-anu ne treba mešati sa anoreksijom nervozom, jer pro-ana nije bolest ili poremećaj od kog osoba “boluje”. Pro-ana je način života, koji počinje slobodnom voljom. Pro-ana je samokontrola, za razliku od obolelih od anoreksije nervoze koji se ne mogu kontrolisati. 
Pro-ana sledbenice se inspirišu fotografijama manekenki, citatima koji im pomažu da izdrže, i fotografija debelih osoba, koje im služe kao opomena šta će postati ukoliko budu previše jele. Ana sestre se dive modelima kao što su Džulija Roberts, Kameron Dijaz i Kejt Mos. 

## Spoljašnje veze
- Prvi hrvatski Pro Ana sajt Архивирано на веб-сајту  (13. март 2007)
- Pursuit of Perfection Pro Ana članci i knjige
- Anorexia nervosa